# Željko Mitraković
Željko Mitraković (* 30. Dezember 1972 in Črnuče, SFR Jugoslawien) ist ein ehemaliger slowenischer Fußball- und Futsalspieler.

## Karriere
Mitraković begann seine Karriere bei ND Črnuče. 1991 verließ er seine Heimatstadt Črnuče und startete seine Profikarriere mit NK Koper. Bei seiner ersten Profistation kam er in sechs Jahren zu 80 Spielen und erzielte dabei acht Tore. Im Juli 1996 verließ er den NK Koper und ging zu NK HIT Gorica. Nachdem er in vier Jahren auf 106 Einsätze für HIT Gorica gekommen war, versuchte er ab Januar 2000 sein Glück in Belgien bei KSC Lokeren. In der 1. Division konnte er bei Lokeren keinen Fuß fassen und kehrte bereits im Juni 2000 nach Slowenien zurück. Hier unterschrieb er für die Saison 2000/01 einen Vertrag mit Primorje Ajdovščina. Er absolvierte bis zu seinem Wechsel im Sommer 2002 zu NK Domžale 54 Spiele für NK Primorje und konnte dabei vier Tore erzielen. Bei Domžale spielte er bis zur Winterpause der Saison 2004/05 und wechselte im Frühjahr 2005 zum Marfin-Laiki-League-Verein Ethnikos Achnas. Nachdem er auf Zypern in der Rückrunde nur in zehn Spielen zum Einsatz gekommen war, kehrte er bereits im Juli 2005 nach Slowenien zurück. Er bekam einen Vertrag bei NK Livar, wo er aber verletzungsbedingt nur zu neun Spielen kam. Nach der schweren Saison 2005/06 wechselte er im Sommer 2006 zu NK Bela krajina, wo er schnell zur alten Form fand und sich zum Leistungsträger entwickelte.
Mit 35 Jahren verließ er Bela Krajina und unterschrieb in der slowenischen Hauptstadt bei NK Olimpija Ljubljana, wo er jedoch nur eineinhalb Jahre blieb. Im Frühjahr 2010 wechselte er zu ND Triglav Kranj und feierte in der Rückrunde der Saison 2009/10 mit seinem Verein die Vizemeisterschaft in der 2. Slovenska Nogometna Liga. Nachdem er einen gehörigen Anteil zum Aufstieg für ND Triglav in die Slovenska Nogometna Liga, wechselte er zurück zu NK Bela krajina. Nach einem halben Jahr verließ Mitraković jedoch Bela Krajina Črnomelj und unterschrieb für NK Roltek Dob. Im Januar 2012 wechselte Mitraković mit 39 Jahren aus der zweiten slowenischen Liga vom NK Dob in die steirische Landesliga zum FC Großklein. Nachdem er sich im Sommer 2012 seinem Heimatverein NK Kresnice angeschlossen hatte, beendete er nach einer absolvierten Saison im Sommer 2013 vorläufig seine Karriere als Aktiver, kehrte aber nach rund eineinhalb Jahren wieder in den Fußballsport zurück, wobei er im Februar 2015 beim österreichischen Drittligisten SAK Klagenfurt unterschrieb und dem Verein bis zum Ende der Spielzeit 2014/15 die Treue hielt, ehe er mittlerweile 42-jährig wirklich seine Karriere beendete. Daneben trat er, vor allem gegen Ende seiner aktiven Karriere, in seiner Heimat auch als Futsalspieler in Erscheinung.

### International
Mitraković spielte zwischen 1998 und 2004 in sieben Länderspielen für Slowenien. Am 19. August 1998 debütierte er für Slowenien im Freundschaftsspiel in Zalaegerszeg gegen die ungarische Fußballnationalmannschaft. Sein letztes Länderspiel absolvierte er in der WM-Qualifikation am 13. Oktober 2004 gegen Norwegen in Oslo.

## Erfolge
- 2001/02: Vizemeister in der Slovenska Nogometna Liga
- 2008/09: Meister in der 2. Slovenska Nogometna Liga
- 2009/10: Vizemeister in der 2. Slovenska Nogometna Liga